# Conotrachelus neomexicanus
Conotrachelus neomexicanus – gatunek chrząszcza z rodziny ryjkowcowatych.

## Zasięg występowania
Występuje w południowo-zachodniej i centralnej części USA, w granicach zasięgu występowania sosny żółej.

## Budowa ciał
Ciało bardziej wydłużone niż u większości przedstawicieli rodzaju.

## Biologia i ekologia
Występuje w lasach sosnowych. Żeruje na sośnie żółtej oraz Pinus leiophylla.
Samice składają jaja w dwuletnich szyszkach od maja do lipca. Larwy, po intensywnym żerowaniu, wydostają się z nich i spadają na ziemie w której się zagrzebują i tam przepoczwarczają. Imago wychodzą z ziemi późnym latem oraz wczesną jesienią. Odbywają one żer uzupełniający na gałązkach sosen, po czym najprawdopodobniej zimują w osłoniętych miejscach.